# Walisische Basketballnationalmannschaft
Die walisische Basketballnationalmannschaft repräsentiert Wales bei Basketball-Länderspielen der Herren, etwa bei internationalen Turnieren und bei Freundschaftsspielen.
Das Team konnte sich bisher für kein internationales Turnier qualifizieren. 

## Geschichte
Die Walisische Basketballnationalmannschaft ist seit 1956 Mitglied der FIBA und konnte sich bisher nicht für ein internationales Großturnier qualifizieren. 
Als Teil der Britischen Nationalmannschaft war man für die Europameisterschaften 2009, 2011 und 2013 qualifiziert. Ebenso bei den Olympischen Spielen 2012, in denen man als Gastgeber automatisch gesetzt war.
Einer der bekanntesten walisischen Basketballspieler war Stuart Robbins, der acht Jahre für das Nationalteam auflief und unter anderem für den FC Bayern München und die Kaiserslautern Braves spielte.

## Abschneiden bei internationalen Wettbewerben
| - noch nie qualifiziert |  | - noch nie eigenständig qualifiziert als Teil der Britischen Basketballnationalmannschaft - 1948: 20. Platz - 2012: 9. Platz |

### Europameisterschaften
- noch nie eigenständig qualifiziert

als Teil der Britischen Basketballnationalmannschaft
- 2009: 13. Platz
- 2011: 13. Platz
- 2013: 13. Platz

## Fakten zum Verband (Basketball Association of Wales und Basketball Wales)
| Kriterium                   | Fakten |
| --------------------------- | --- |
| Gründungsjahr des Verbandes | 1952 als Basketball Association of Wales/2008 Neugründung als Basketball Wales |
| Jahr des FIBA-Beitritts     | 1956 |
| Kontinentaler Verband       | FIBA Europe |
| Sitz des Verbandes          | Rhondda |
| Sonstiges                   | Im Jahr 2006 hat sich der Britische Basketballverband gegründet. Wales wurde neben England und Schottland Mitglied des Basketballverbandes, lehnte aber eine vollständige Übernahme ab. Erst später Übergab man wenige Rechte an den Britischen Basketballverband. Der Verband ist auch der Dachverband der Regionalverbände der North Wales Basketball Association, der West Wales Basketball Association und der South Wales Basketball Association. |
| Höchste Liga in Wales       | Basketball Wales National League (BWNL). Es ist sozusagen die 2. Liga. Die Gründung erfolgte im Jahr 2021. Die British Basketball League ist die höchste Liga im Vereinigten Königreich. |

## Funktionäre des Basketballverbandes

### Liste von Präsidenten
| Name        | von | bis | Beleg |
| ----------- | --- | --- | ----- |
| Garmon Rhys |     |     | [ 1 ] |
| Terry Price |     |     |       |
| Keith Mair  |     |     |       |

### Liste von Vizepräsidenten
| Name                   | von | bis | Beleg |
| ---------------------- | --- | --- | ----- |
| Anne Marie Koukouravas |     |     | [ 1 ] |